# Louis Prang
 (avril 2020).
Si vous disposez d'ouvrages ou d'articles de référence ou si vous connaissez des sites web de qualité traitant du thème abordé ici, merci de compléter l'article en donnant les références utiles à sa vérifiabilité et en les liant à la section « Notes et références ».

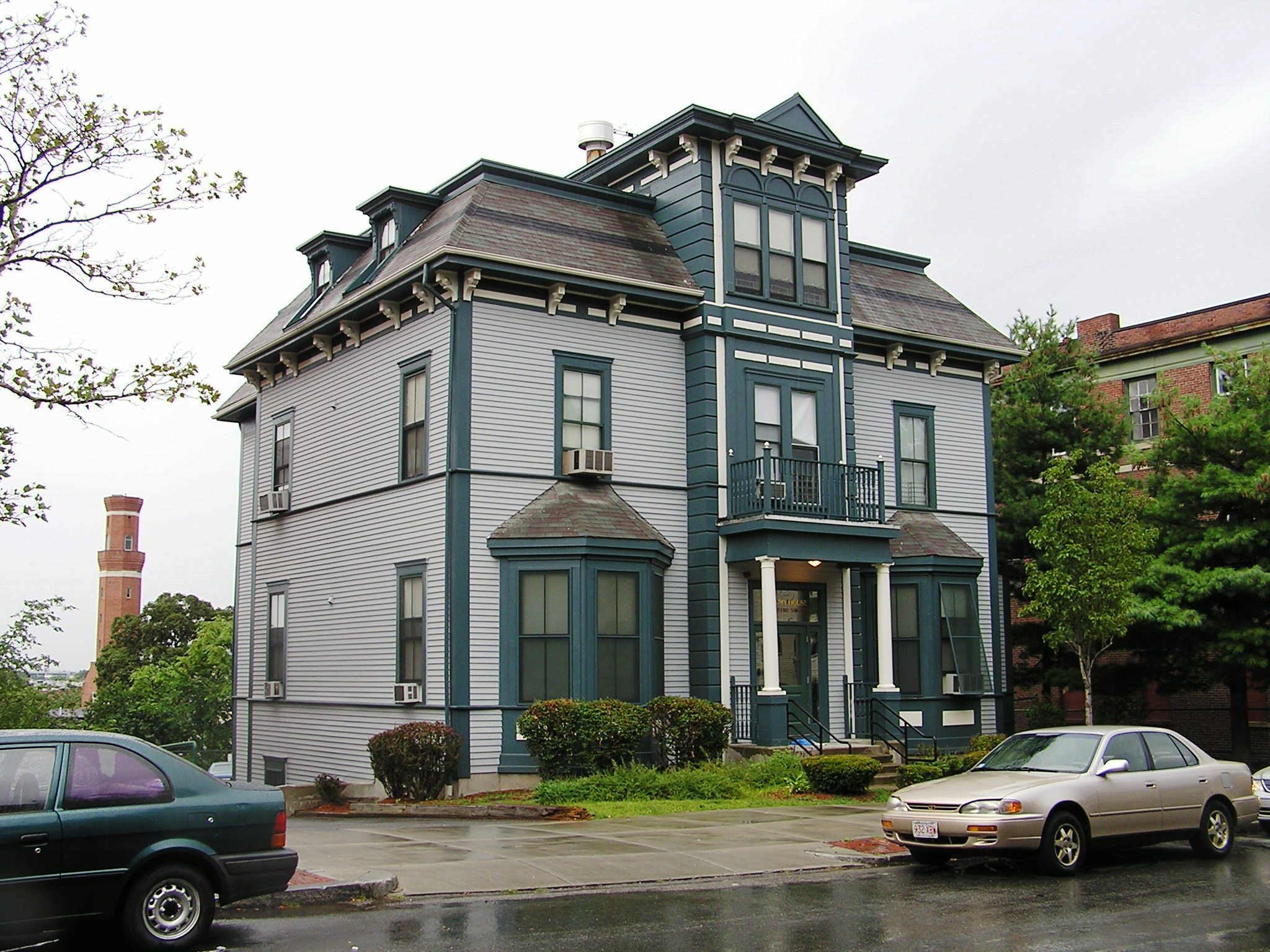
Maison de Louis Prang à Roxbury, Boston, MA

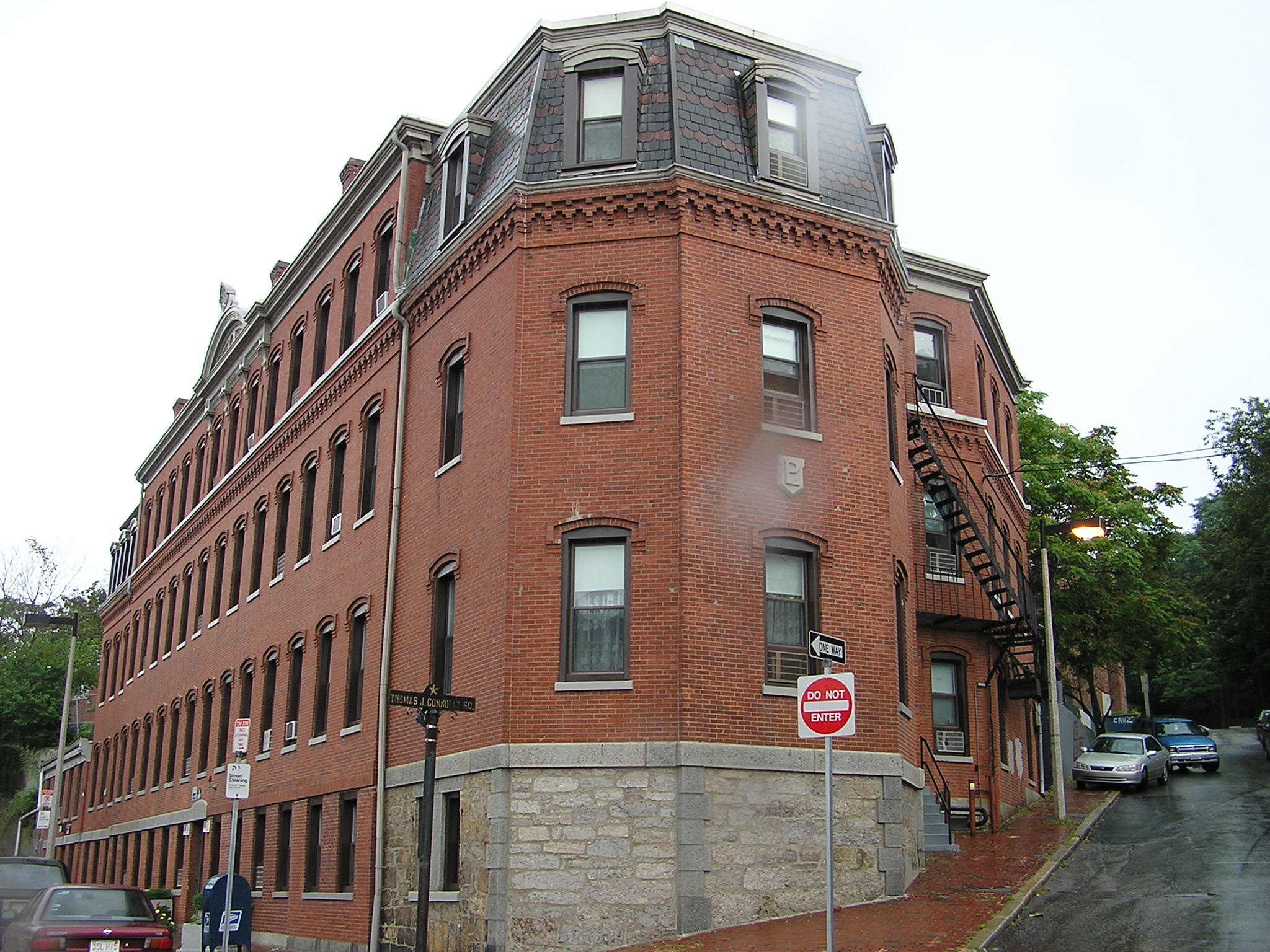
Bâtiment de la société Prang à Roxbury, Boston, MA

Louis Prang, né le 12 mars 1824 à Breslau (Silésie prussienne) et mort le 14 septembre 1909  à Los Angeles (Californie, États-Unis), est un lithographe, imprimeur et éditeur américain, considéré comme « le père de la carte de vœux ».

## Biographie

### Jeunesse
Fils de Jonas Louis Prang, industriel textile, sa famille est issue de huguenots français. Par suite de problèmes de santé, il ne peut suivre un cursus scolaire normal et devient apprenti dans l’usine de son père. Il apprend la gravure, la teinture et l’impression textile. Au début des années 1840, il voyage en Bohême pour exercer son métier, puis dans divers pays d’Europe où il acquiert des idées révolutionnaires. Poursuivi par le gouvernement prussien, il s’établit en Suisse en 1850, puis émigre vers les États-Unis, à Boston (Massachusetts).

### Premières activités
Il exerce diverses activités qui ne remportent pas un grand succès : édition de livres d’architecture, travail du cuir. Il revient à la gravure et réalise des illustrations de livres. En 1851, il rencontre Frank Leslie, directeur artistique du Gleason’s Pictorial Drawing-room Companion, puis le graveur et imprimeur anglais John Andrew. Cette même année, il épouse Rosa Gerber, une jeune femme suisse  qu’il avait rencontrée à Paris en 1846.

### Lithographie et édition
En 1856, Prang s’associe avec un imprimeur lithographe, Julius Mayer, pour créer une entreprise de lithographie, Prang & Mayer. Ils se spécialisent dans des vues d’immeubles et de villes du Massachusetts. En 1860, il rachète les parts de son associé pour créer L. Prang & Company. Il réalise alors des travaux publicitaires imprimés en couleur. L’entreprise prend un grand essor et devient célèbre pour ses « cartes de guerre » publiées par les journaux pendant la guerre de Sécession, scènes militaires, portraits d’officiers.
En 1864, Prang se rend en Allemagne pour se perfectionner dans la technique de la lithographie. L’année suivante, il commence à publier des reproductions d’œuvres d’art. Il publie aussi des cartes postales populaires, destinées à être collectionnées dans des albums, sur des thèmes de scènes familières, de nature et de symboles patriotiques. En 1873, il commence à publier des cartes de vœux pour Noël, destinées au marché anglais, puis en 1874 les cartes de Nouvel An sont vendues aux États-Unis, ce qui lui vaudra le qualificatif de « père de la carte de Noël américaine ». Soucieux d’offrir des reproductions les plus fidèles possible des œuvres d’art, il multiplie le nombre de couleurs pour imprimer une vue, parfois jusqu’à trente-trois. Progressivement il met au point des techniques proches de la chromolithographie, qui permettent d’imprimer avec des tirages importants des images en couleurs basées sur le principe de la trichromie (combinaison des trois couleurs primaires bleu, jaune, rouge, qui seront plus tard fixées au cyan, jaune, rouge) et de la quadrichromie (les trois couleurs primaires, plus le noir).

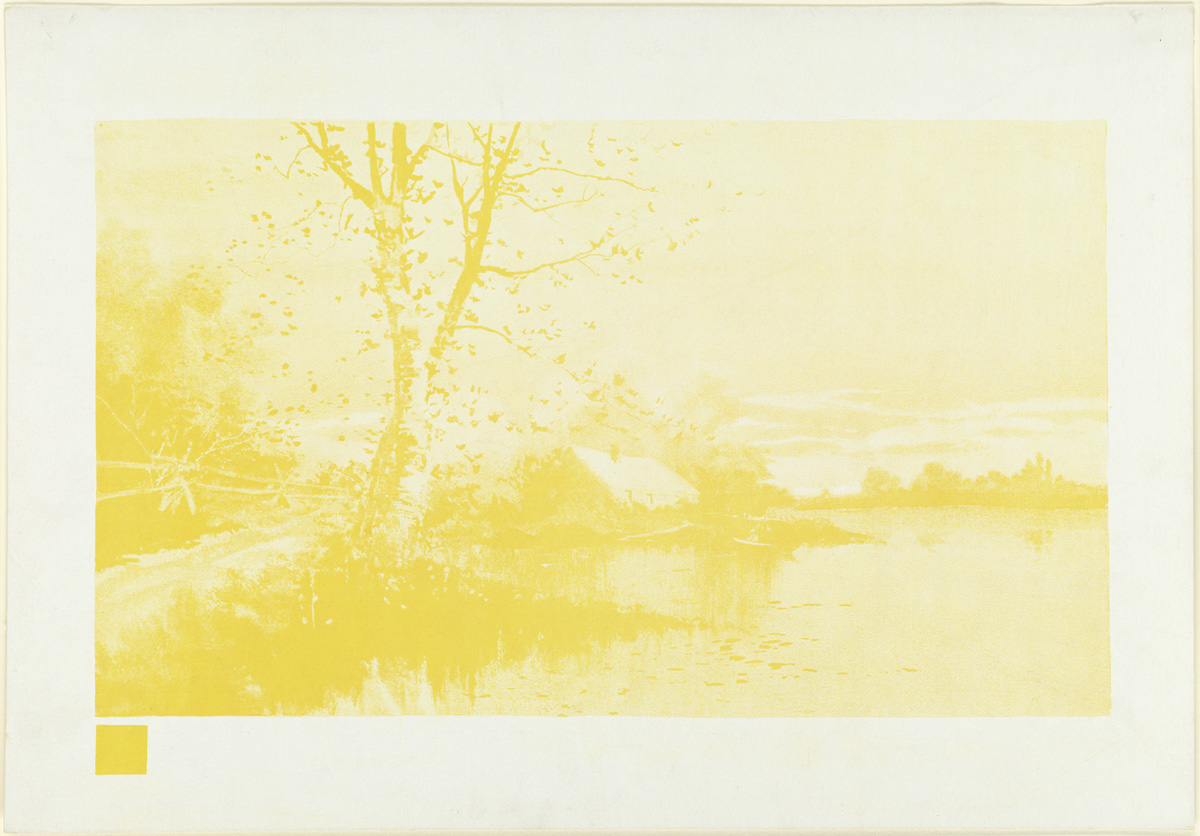
Jaune
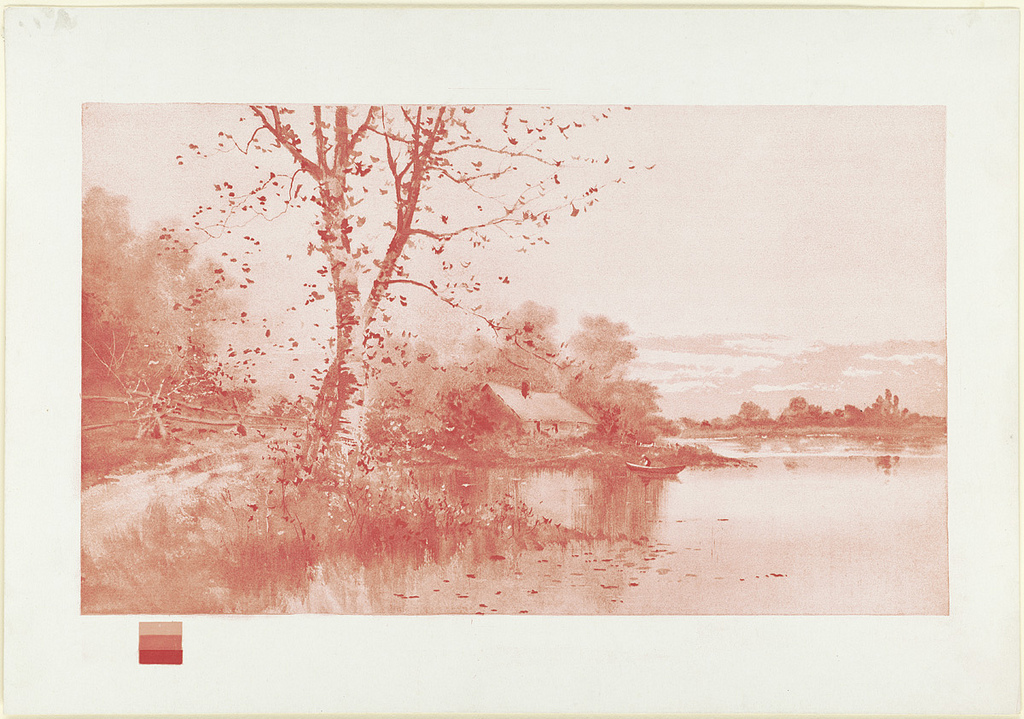
Rouge
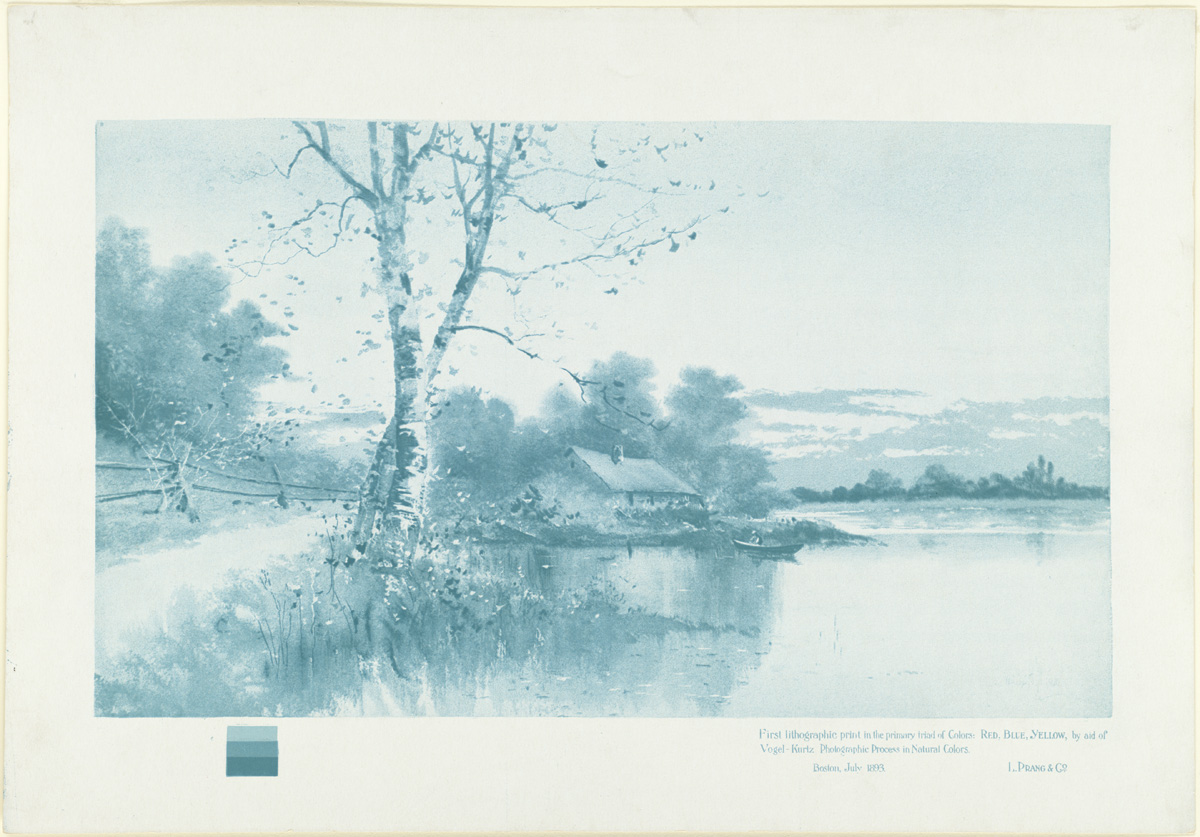
Bleu
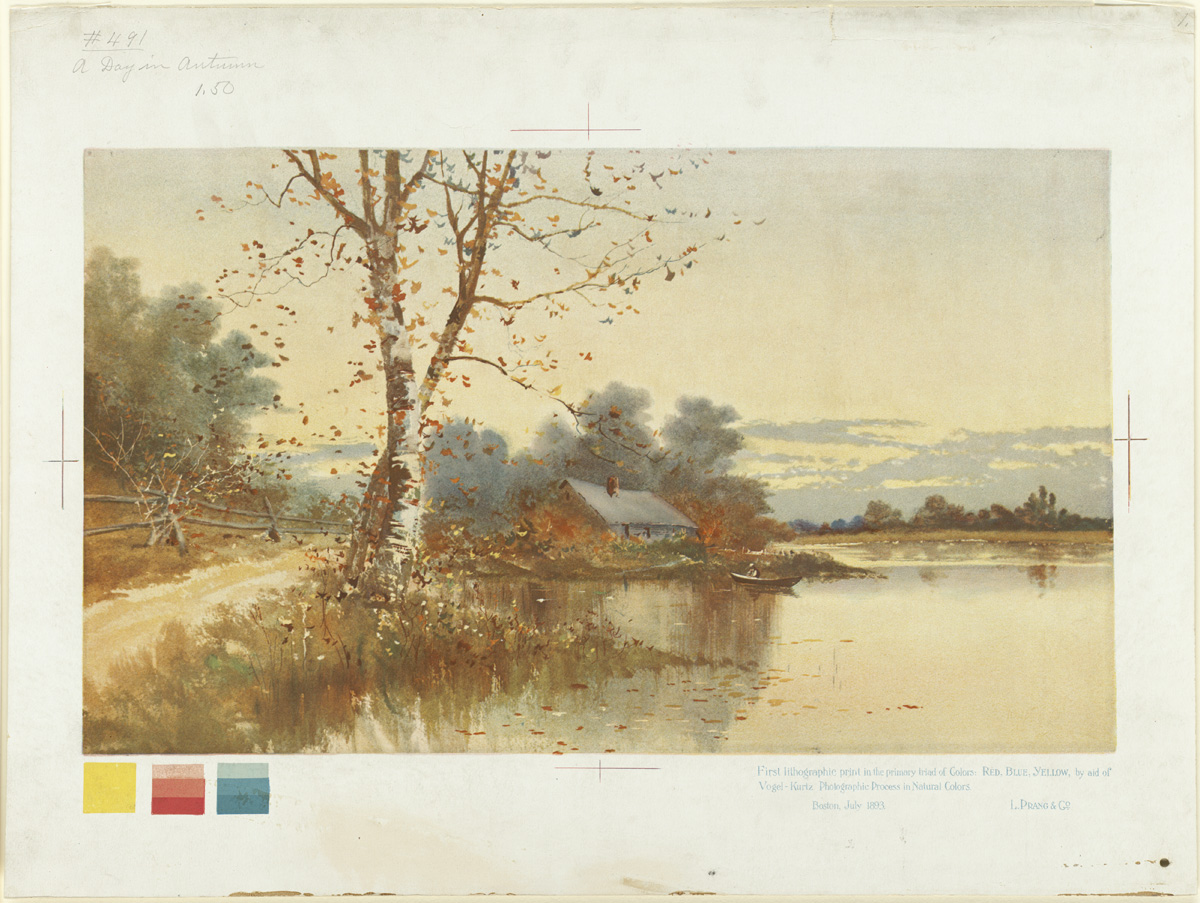
Résultat final, la lithographie avec les trois couleurs superposées

En 1886,  Prang publie des séries d’estampes, Prang’s War Pictures ; Aquarelle Facsimile Prints, qui connaissent un grand succès et inspirent d’autres lithographes pour des productions de ce type, tels Kurz et Allison. Toutefois il s’en distingue par la personnalité et la modernité du traitement. Il se préoccupe de l’enseignement et de la formation en publiant des images pédagogiques sur les thèmes les plus variés.
En 1894, il rachète la revue Modern Art fondée par Joseph Moore Bowles et l'installe à Boston ; la revue disparaît en 1897.
En 1897, la société Prang & Co fusionne avec Taber pour former la Taber-Prang Company, qui s’installe à Springfield (Massachusetts). L’entreprise dure jusqu’à sa faillite en 1938.
Louis Prang meurt en 1909 à Los Angeles. Il est enterré au cimetière Forest Hills de Jamaica Plain (Massachusetts).

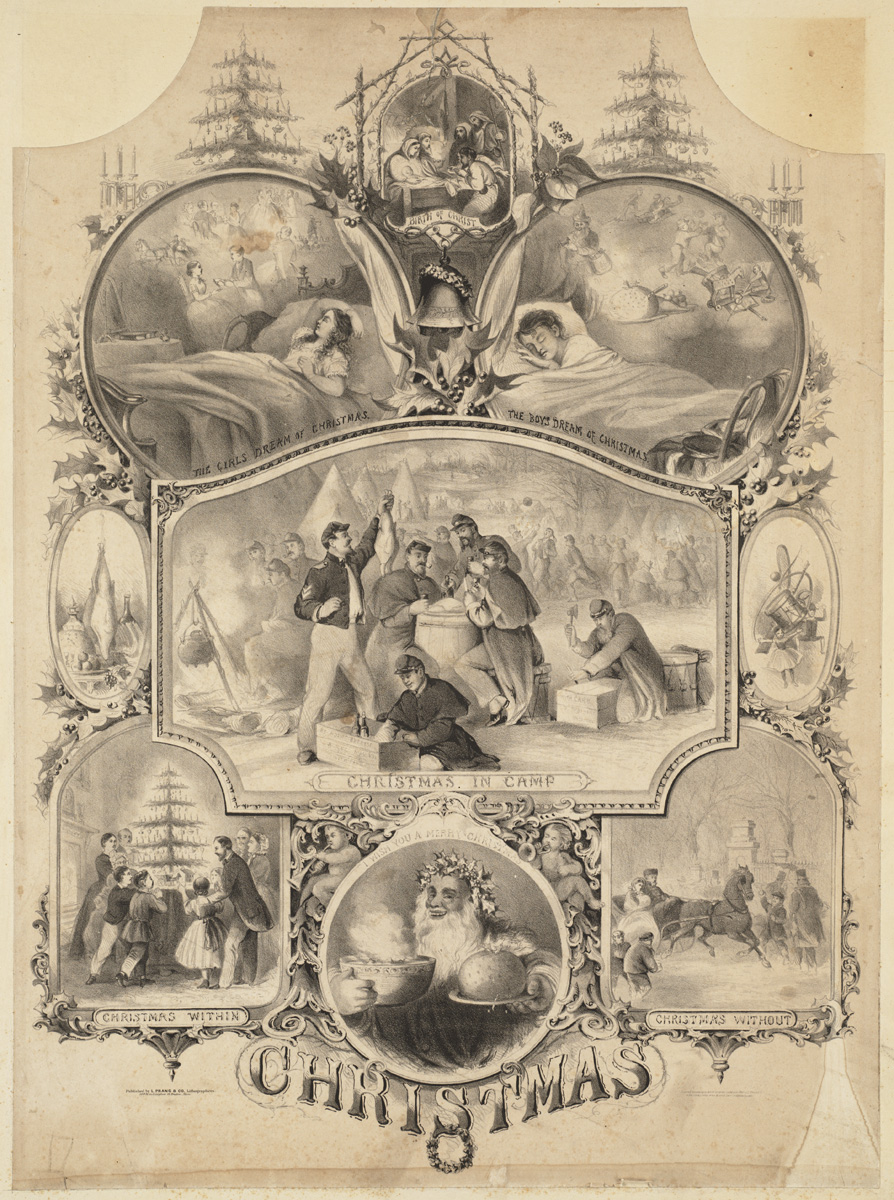
Carte de Noël, 1862
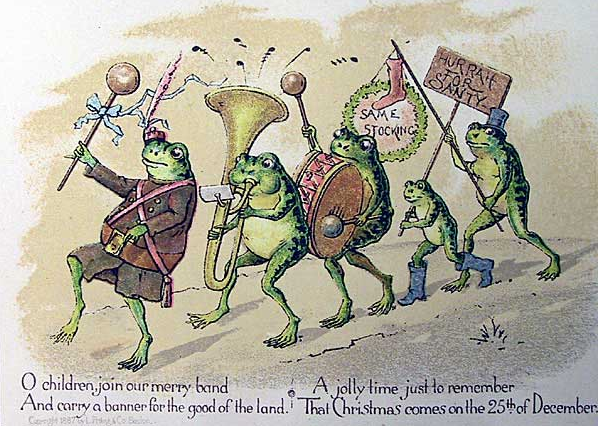
Carte de Noël, 1887
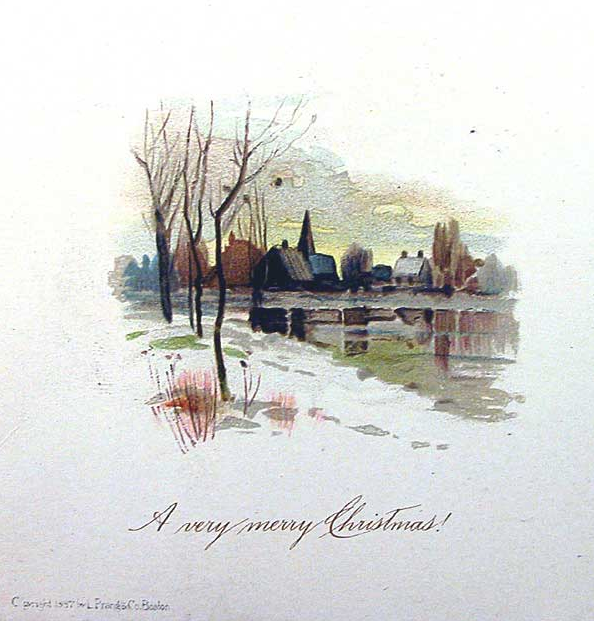
Carte de Noël, 1887
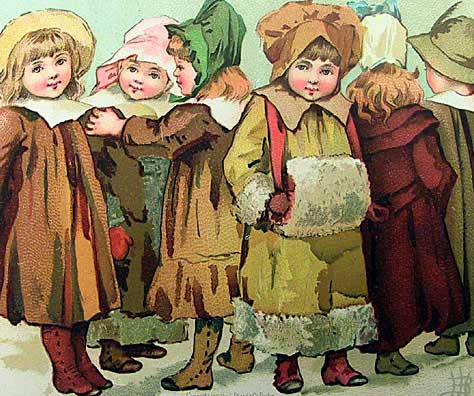
Carte de Noël, sd